# 湯川家具
株式会社湯川家具（ゆかわかぐ）は、大阪府に4店舗（2023年3月時点）の家具・インテリア雑貨の小売販売を営む企業である。1960年代スウェーデンの大手家具販売店IKEA（イケア）との日本代理店契約を結び当時のインテリア業界を先行していた。
また創業者の湯川幸治氏は、国内ではいち早く北欧家具に目を付け、1969年にアクタスの前身であるヨーロッパ家具青山（YUKAWA)さるんをオープンさせた。

## 店舗
- 堺本店（三国ヶ丘駅前、堺市堺区）
- 東大阪店（東大阪市）
- 箕面店（箕面市）
- エディオン泉北店（堺市）

### 姉妹店
- アウトレットMAX堺本店（堺市堺区）

## 流通センター
- 南大阪デポ（大阪府堺市）- 元は日三家具（大阪市、2009年倒産）の配送センターだった

## グループ会社
- 株式会社　ワイズデポ

## タイアップ番組
- 1968年から1969年にかけて日本テレビ系で放送されていた、テレビドラマ『37階の男』『プロファイター』（制作 : 宝塚映画）のオープニングでは家具協力としてクレジットされており、劇中に様々な家具を提供していた。